# ナノマシン
ナノマシン (英語: nanomachine) は、0.1 - 100 nmサイズの機械装置を意味する概念。ナノ (nano) とは10−9を意味するSI接頭語であるため、原義では細菌や細胞よりもひとまわり小さいウイルス (10 - 100 nm) サイズの機械といえる。広義ではもう少し大きなサイズの、目に見えない程度の微生物サイズの機械装置も含む。ナノ・マシンは機械的動作を重視しているが、微小な回路形成など機械的動作を含まないより一般的な技術をナノテクノロジーと呼ぶ。
語としては、マイクロマシンに対してMEMSがあるが、ナノマシンに対してはNEMSがある。

## 概要
この程度のサイズになると、切削加工などで部品を製造することは不可能になる。現状ではリソグラフィー技術を用いて製造し、歯車からモーター程度の機械的部品の試作に成功している。機械部品の形状を備えた有機分子の設計が必要だと考えられている。
フィクションの中には、ナノマシンの事を「無から有を作り出す便利な小道具」として登場させるものもあるが、現実のナノマシンは、エネルギー保存の法則を破るものではない。また元素の変成も困難であるため、必要な材料元素は用意する必要がある。

## ナノマシンの歴史
ナノマシンの概念を最初に取り上げたのは米国の物理学者リチャード・ファインマンである。彼は、1959年にカリフォルニア工科大学において「原子レベルには発展の余地がある (There's Plenty of Room at the Bottom)」と題する講演を行った。ファインマンの考え方は、一般的な工具一式を用いて、1/4サイズの工具一式を作り、加工した工具を使って1/16サイズの工具を作り、という作業を分子レベルに至るまで続けるというものであり、トップダウン的といえる。ファインマンは、ブリタニカ百科事典全巻を針の先に収めることや、原子の並べ替えなどを目標に挙げていた。
だが、現在ではファインマンの手法はそのままの形で用いることができないことが分かっている。なぜなら、ナノサイズとなると、通常の機械装置で重要な働きを示す重力や摩擦力の影響が薄れる一方、表面張力・ファンデルワールス力、さらに量子力学的効果などが発生するため、同じ縮尺の機械では動作しなくなるからである。そのため、ナノマシンの開発にはナノサイズを対象とする新しい機械工学自体をまず開発しなければならない。
1974年にナノテクノロジーという造語を作ったのは、東京理科大学の谷口紀男である。谷口はナノメートル・サイズの機械部品について論じた。
1980年代に入り、キム・エリック・ドレクスラーがナノマシンの概念を拡張した。1986年の著書「Engines of Creation: The Coming Era of Nanotechnology」（邦訳: 創造する機械 - ナノテクノロジー）では、「石炭とダイヤモンド、砂（シリコン）とコンピュータ・チップ、ガンと正常組織の違いは原子の配列だけであり、配列の違いが価値を生む」として、ナノマシンによるバラ色の未来を描いた。ドレクスラーのナノマシンでは部品の形状を取った単一の分子の組み合わせを想定している。
2000年1月には、ビル・クリントン米大統領が国家的なナノ・テクノロジープロジェクトの立ち上げを提唱。ファインマンの講演を発展し、米国議会図書館の蔵書を角砂糖1個分の容積に収めること、分子機械によるガン細胞の検出などを目標とした。

## ナノマシンの危険性

### ウイルス化
ナノマシンには固有の危険性がある。特に自己増殖するナノマシンについては懸念がある。自己増殖するナノマシンは、工場であらかじめナノマシンを製造するよりも安上がりであるため、度々取り上げられる。しかし、人体に導入する事を目的とした自己増殖ナノマシンの製作は、人工ウイルス、もしくは細胞によって増殖するわけではないがそれに近い存在を創造することである。
ナノマシンや人工ウイルスが要人暗殺等のテロに使用される懸念も高まりつつある。もしナノマシンが重大犯罪に使用された場合、ナノマシンはこれまでの検死方法では検出不可能である。また、ナノマシンは犯行後体外に排泄されるようにプログラムすると予想され、凶器であるナノマシンは肉眼で確認できず、確認には高価な電子顕微鏡が必要なため（通常の病原体やウイルスと異なり、血液検査で判明しづらい場合も想定される）事件として立件することも非常に困難になってくる。

### グレイ・グー（暴走による無限増殖）
炭素 (C) やケイ素 (Si) を主要な素材として、自己複製するナノマシンがあるとした場合、もしそれらが、自己複製時のプログラム・エラーなどにより暴走した場合、普遍的に存在する炭素やケイ素からなる物質（無論これらには大気や生物、人工建造物も含まれる）を素材化しての増殖が止まらなくなる可能性がある。ナノマシンは幾何級数的に個体数を増やすため、数時間のうちに地球全体がナノマシンの塊である「グレイ・グー (Grey goo)」に変化してしまうとされている。これらは悪用されれば従来の生物兵器よりも効果のある兵器となりうる。
しかし、グレイ・グーの可能性については疑問を唱える科学者もいる。もし化学的に地球上の全ての生き物を分解することができるのなら、自然のナノマシンとも言えるバクテリアが40億年の進化の過程でなぜそのような現象を起こしてグリーン・グー（Green goo）をつくり出さなかったのか、などということがよく言われる。
また、グレイ・グーを完全に否定する科学者もいる。1996年にノーベル化学賞を受けたハロルド・クロトーは、チャールズ3世（当時皇太子）が表明したグレイ・グーへの懸念に対して「まったく現実とかけ離れている」と批判したと伝えられる。グレイ・グーの概念を提唱したドレクスラー自身、2004年にイギリスBBCへのインタビューに答えてグレイ・グーは実際にはありそうもないことだと述べている。
ナノマシンはフィクションにおいては質量保存法則やエネルギー保存法則を無視した活動を描写されているが、現実にはナノマシンが活動するためのエネルギーはどこからどうやって供給されるのかという問題があり、ナノマシンを構成する元素の一部が不足したら増殖できなくなるという問題はリンが不足すると細菌が増殖できなくなる問題と全く同じである。エネルギーと材料の制約からナノマシンが無限に増殖することは現実に起こりえない。それどころか、分子の分解結合に大きなエネルギーを必要とする金属などでナノマシンが作られた場合、自己増殖を行うには細菌の増殖よりも大きなエネルギーが必要になり、ナノマシンは高エネルギーが外部から供給されるような特殊環境でしか増殖も活動も出来ない可能性すらある。

## ガン治療への応用
2014年4月、東京大学大学院工学系研究科マテリアル工学専攻の片岡一則教授らの研究グループは新規デリバリーシステムの、光に反応して目的の遺伝子をガンへ届ける光応答性ナノマシンの構築が成功したと発表した。ガン細胞などの標的細胞に特定の遺伝子を導入するためには細胞に遺伝子を正確に送達するデリバリーシステムが必要だが、従来のウイルスベクターや遺伝子導入試薬では困難であるとともに安全性に問題があったが、三層構造の高分子ミセルを使用した光応答性ナノマシンでは、マウスの実験で固形ガンへの光選択的遺伝子導入に世界で初めて成功した。ナノマシンは細胞に取り込まれると膜に取り囲まれるが、膜内の酸性環境を検知すると光に反応し不安定化させる薬剤を放出するため、光が照射された細胞の核に選択的に遺伝子が届けられる。このナノマシンは、従来の遺伝子導入技術と比較し飛躍的に選択制と安全性に優れる特長を持つために全身投与が可能であり、ガンのほかにも動脈硬化などのこれまでは治療が困難であった病に対する遺伝子治療が可能となる可能性がある。

## フィクションにおけるナノマシン
ハードSFとして、ナノマシンの科学的な描写と社会や人をテーマとした作品もあるが、スペースオペラにおけるワープのような単なる便利な、いわゆる「SFガジェット」の場合もある。